# Серные Источники
Се́рные Исто́чники — село в Холмском городском округе Сахалинской области России, в 7 км от районного центра.

## География
Находится на берегу Татарского пролива. 

## История
До 1945 года принадлежало японскому губернаторству Карафуто и называлось Акэуси (яп. 明牛).

## Население
| 2002 | 2010 | 2013 | 2021 |
| ---- | ---- | ---- | ---- |
| 50   | ↘42  | →42  | ↘20  |

По переписи 2002 года население — 50 человек (25 мужчин, 25 женщин). Преобладающая национальность — русские (62 %).